# Uzoritost
Njegova Uzoritost je povijesni naslov iz počasti za oslovljavanje visokog plemstva te dužnosnika u raznim religijskim kontekstima.

## Kršćanstvo

### Katoličanstvo
Duži, i više formalni, naslov je "Njegova (ili Vaša, obraćajući se kardinalu izravno) preuzvišena uzoritost". Patrijarsi Istočnih katoličkih Crkava koji su ujedno i kardinali, mogu se naslovljavati kao "uzoriti" ili, posebno za istočne katoličke Crkve, gdje se patrijarsi oslovljavaju s Njegovo blaženstvo.
Iako se naslov izbjegava kod mnogih pojedinaca drugih vjera ili denominacija kršćanstva, naslov se službeno održava u međunarodnoj diplomaciji, bez obzira na njezine doktrinarne, filozofske i teološke korijene.

### Pravoslavlje
Nadbiskupi Pravoslavne Crkve se naslovljavaju stilovima blaženstvo ili uzoritost. Naslov Ekumenskog carigradskog patrijarha je Njegova svesvetost. Patrijarh Aleksandrije, Antiohije i Jeruzalem, kao i gruzijski, srpski, bugarski i ruski patrijarsi nazivaju se "Njegova Svetosti", dok se rumunjski patrijarsi naslovljavaju kao "Njegovo Blaženstvo".
U Orijentalnom pravoslavlju biskupi metropoliti se naslovljavaju kao Njegova Uzoritost te nadbiskup Ohrida i Makedonije kao Njegovo Blaženstvo.

## Ostale religije
Također se neformalno koristi, u islamu za oslovljavanje vrlo časnih vjerskih vođa. Na primjer, imam škole Sunni Barelwi se uobičajeno naslovljava ovim naslovom. 
Tsem Tulku Rinpoche, tibetanski budistički tulku od Gelugpa, redovničkog reda, koji predsjedava dharma središtem u Maleziji se naziva Njegovom Uzoritošću.